# La scatola nera (romanzo Amos Oz)
La scatola nera (קופסה שחורה) è un romanzo epistolare dello scrittore israeliano Amos Oz, pubblicato nel 1986.

## Storia editoriale
Il libro è stato tradotto in spagnolo, francese, svedese, danese, portoghese, finlandese, inglese, ceco, neogreco, giapponese, russo, lettone, romeno, cinese, turco, olandese, polacco.
Nel 1988 La Boîte noire (La scatola nera) ha ottenuto il Prix Femina Étranger. Nel 2003, per la traduzione in italiano, Elena Loewenthal ha vinto il Premio Città di Monselice .

## Trama
Struttura del libro - Il testo è costituito di lettere, telegrammi, diari e rapporti di investigazione privata. In ciascuno di questi documenti c'è un destinatario (per il quale si usa la seconda persona) e uno scrivente che utilizza la prima; data la lunghezza delle lettere, la prima persona molto spesso si racconta, prevalendo sull'interlocutore, tanto che si potrebbero dedurre le vicende narrate sia in senso cronologico, sia per ciascuno dei personaggi. La narrazione si svolge dal febbraio all'ottobre 1976.
La vicenda - Boaz è un sedicenne molto difficile: violento, semianalfabeta, irrequieto e oppositivo verso le figure adulte. Affidato alla madre, dopo un divorzio tanto drammatico da indurre il padre a un distacco assoluto durato sette anni, Boaz è scappato dal kibbutz dove viveva con gli zii. Le sue continue fughe gli hanno procurato parecchi guai con la polizia, dai quali viene sempre salvato dal secondo marito della madre, Michel Sommo, ricco di parenti e amici che occupano posti chiave nelle varie istituzioni. D'improvviso si fa risentire il dottor Gideon da Chicago, dove, ricco e stimato, vive solo in preda a una grave malattia. Con sorpresa di tutti egli impone al suo avvocato, il dottor Zakheim, di offrire molto denaro a Sommo e di sistemare Boaz attraverso il patrigno in una scuola agricola.
Boaz per qualche settimana si adegua alle richieste di Sommo, pur rifiutando di considerare sua madre. Si affeziona anche alla sorellina. Tuttavia scopre che Sommo è troppo pieno di sé, moralista e deciso a sostenere una grande espansione di Israele, acquistando terreni dagli arabi, ai quali verrebbe offerto in cambio un rimborso, ma non una destinazione. Allora scrive al padre che, nonostante le rimostranze dell'avvocato Zakheim, invia il ragazzo a una proprietà in cui egli stesso è cresciuto e che versa in rovina. Quanto a Sommo, continua a ricevere fondi, per quanto sia chiaro che ambisce a un'ascesa politica non gradita allo stesso Gideon. Avviene così che Boaz, nella rovina che ha occupato, si impegni a coltivare, riparare, accogliere i ragazzi come lui, fondare una comune. In questo nascente paradiso un giorno arriva Ilana con la bimba. Sommo era stato invitato, ma non si fa vedere.
Poco dopo arriva persino il dottor Gideon che, anziché ricoverarsi all'ospedale per le cure di cui necessita, vuole morire nella casa in cui è nato. Ilana e Boaz gli prodigano un'assistenza fatta di pochissime parole, ma regolare nella sequenza di gesti affettuosi: dargli le medicine, il cibo, tenerlo pulito, portarlo sulle forti braccia del figlio da una stanza per il giorno a una per la notte. Ilana dorme con lui per assisterlo e la bimba lo invita a giocare con lei. Questo assetto suscita in Michel una reazione distruttiva: si rivolge al tribunale e sottrae la bambina ai Gideon, anche se era stato invitato tante volte e pregato di assecondare la crescita serena della figlia in quell'ambiente semplice. Sommo fa tutto questo pur sapendo della malattia di Gideon, finché apprende dall'ultima lettera di Ilana che l'"orco" ora va regolarmente all'ospedale per le terapie, si è ripreso e soprattutto sta recuperando la dimensione delle regole più semplici (che nell'infanzia gli era mancata). A quel punto Sommo scrive una breve lettera nella quale ricorda l'infinita capacità di perdono che appartiene a Dio.

## Personaggi
- dottor Gideon (Alec, Alex ha modificato il cognome originario Gudonski), studioso e scrittore.
- Volodya Gudonski, padre di Gideon.
- Ilana Brandstetter, moglie di Gideon e in seguito di Michel Sommo.
- Boaz Brandstetter, sedici anni, figlio di Gideon e Ilana, porta il cognome della madre perché in seguito al divorzio dei genitori è stato ripudiato dal padre.
- Michel Henri Sommo, secondo marito di Ilana, ebreo ortodosso e impegnato nel riscatto di territori arabi da annettere allo Stato di Israele.
- Yifat (Madeleine Yifat), figlia di Ilana e Sommo.
- Rahel, sorella di Ilana, vive in un kibbutz con la famiglia e si è occupata a lungo di Boaz.
- Manfred Zakheim, avvocato di Gideon.
- roberto Di Modena, collega di Zakheim.

## Opere derivate
Nel 1993 il romanzo è stato adattato nel film Kufsa Sh'hora, diretto da Yeudi Levanon; Amos Oz ha partecipato alla sceneggiatura.

## Edizioni in italiano
- Oz, Amos, La scatola nera, traduzione di Elena Loewenthal, Milano: Feltrinelli, 2002
- Oz, Amos, La scatola nera, traduzione di Elena Loewenthal, Milano: RCS MediaGroup, 2020